# 하인스 대 데이비도윗츠 사건
하인스 대 데이비도윗츠 사건(Hines v. Davidowitz, 312 U.S. 52 (1941))은 외국인등록법이 단순히 외국인의 등록의무를 규정하고 있는 경우, 어느 주정부가 외국인에게 1년에 1회씩 주정부 공무원에게 외국인등록증을 제시하고 재등록하도록 의무화하는 내용의 주법을 제정할 수 없다고 판시한 판례이다. 이유는 외국인에 대한 사항은 연방정부가 미국 전체에 걸쳐 통일적이고 동일하게 규제하여야 하기 때문이다.